# Wektory i wartości własne
Wektory i wartości własne – wielkości opisujące endomorfizm danej przestrzeni liniowej; wektor własny przekształcenia można rozumieć jako wektor, którego kierunek nie ulega zmianie po przekształceniu go endomorfizmem; wartość własna odpowiadająca temu wektorowi to skala podobieństwa tych wektorów.
Najczęściej przekształcenie liniowe wyraża się jako macierz, która działa na wektory; wówczas stosuje się nazwy wektor własny macierzy, wartość własna macierzy. W innych teoriach przekształcenia i elementy przestrzeni liniowej mogą mieć inne nazwy. Mówi się wtedy przykładowo o stanach własnych operatora, funkcjach własnych funkcjonału itp.

## Definicje
Niech {\displaystyle X} będzie przestrzenią liniową nad ciałem {\displaystyle K,} zaś {\displaystyle \mathrm {T} } oznacza pewien jej endomorfizm, tzn. przekształcenie liniowe tej przestrzeni w siebie. Jeśli dla pewnego niezerowego wektora {\displaystyle x} przestrzeni spełniony jest warunek
{\displaystyle \mathrm {T} x=\lambda x,}
gdzie {\displaystyle \lambda } jest pewnym skalarem, to {\displaystyle x} nazywa się wektorem własnym, a {\displaystyle \lambda } nazywa się wartością własną przekształcenia {\displaystyle \mathrm {T} }.
Danej wartości własnej {\displaystyle \lambda } operatora {\displaystyle \mathrm {T} } odpowiada zbiór
{\displaystyle X_{\lambda }(T)=\{x\in X\colon Tx=\lambda x\},}
który jest podprzestrzenią liniową przestrzeni {\displaystyle X.} Jest ona nazywana podprzestrzenią własną odpowiadającą wartości własnej {\displaystyle \lambda ,} gdyż jest ona zamknięta ze względu na działanie operatora {\displaystyle \mathrm {T} .} Jej wymiar nazywa się wielokrotnością lub krotnością geometryczną wartości własnej {\displaystyle \lambda .}
Często zakłada się, że {\displaystyle K} jest ciałem liczb rzeczywistych bądź zespolonych, zaś na {\displaystyle X} określona jest topologia liniowa. W zastosowaniach (np. równania różniczkowe) bada się często wartości własne operatorów liniowych określonych na przestrzeniach Banacha, Hilberta itp. W dalszej części artykułu będziemy zakładać ogólnie, że {\displaystyle X} jest pewną przestrzenią Banacha, a {\displaystyle \mathrm {T} \colon X\to X} jest ustalonym operatorem liniowym i ciągłym.

## Własności
- Jeżeli {\displaystyle \mathrm {T} } jest samosprzężonym operatorem liniowym na przestrzeni Hilberta {\displaystyle X,} to wartości własne tego operatora są rzeczywiste, ponadto wektory własne, odpowiadające różnym wartościom własnym są ortogonalne.
- Jeżeli {\displaystyle \lambda \in K} jest wartością własną operatora {\displaystyle \mathrm {T} ,} to {\displaystyle |\lambda |\leqslant \|\mathrm {T} \|} (założenie zupełności przestrzeni jest tu nieistotne).
- Liczba {\displaystyle \lambda \in K} jest wartością własną operatora {\displaystyle \mathrm {T} } wtedy i tylko wtedy, gdy operator {\displaystyle \mathrm {T} _{\lambda }=\lambda I-T} nie jest różnowartościowy.
- Wektory własne odpowiadające różnym wartościom własnym są liniowo niezależne.
- Jeśli macierz {\displaystyle \mathbf {A} } potraktować jako macierz przekształcenia liniowego pewnej przestrzeni liniowej {\displaystyle V,} to wektory własne odpowiadające tej samej wartości własnej tworzą podprzestrzeń.
- Jeśli suma wymiarów podprzestrzeni z powyższej własności jest równa wymiarowi {\displaystyle V,} to wektory własne odpowiadające różnym wartościom własnym tworzą bazę tej przestrzeni.

## Przykłady

### Przestrzenie skończenie wymiarowe
Przekształcenie liniowe {\displaystyle \mathrm {A} } skończenie wymiarowych przestrzeni liniowych z ustalonymi bazami można przedstawić za pomocą macierzy {\displaystyle \mathbf {A} } nazywanej macierzą przekształcenia liniowego.
Endomorfizmowi {\displaystyle \mathrm {A} } na skończeniewymiarowej przestrzeni {\displaystyle X} odpowiada macierz kwadratowa {\displaystyle \mathbf {A} ,} a jego wartości własne {\displaystyle w_{\mathbf {A} }(\lambda )} są pierwiastkami wielomianu charakterystycznego tej macierzy.
{\displaystyle w_{\mathbf {A} }(\lambda )=\det(\mathbf {A} -\lambda \mathbf {I} ),}
gdzie {\displaystyle \mathbf {I} } jest macierzą jednostkową.
Mając wartości własne {\displaystyle \lambda _{1},\dots ,\lambda _{n}} można obliczyć odpowiadające im wektory własne {\displaystyle \mathbf {x} _{1},\dots ,\mathbf {x} _{n}} rozwiązując równania postaci
{\displaystyle (\mathbf {A} -\lambda _{i}\mathbf {I} )\cdot \mathbf {x} _{i}=0}
ze względu na wektory {\displaystyle \mathbf {x} _{i}.}
Zbiór wszystkich wartości własnych operatora tworzy widmo punktowe operatora; w szczególności, gdy operator jest reprezentowany przez macierz, to mówi się o widmie macierzy. Jeżeli macierz {\displaystyle \mathbf {A} } jest symetryczna, to wszystkie jej wartości własne są liczbami rzeczywistymi. Transponowanie macierzy nie zmienia jej wartości własnych.

### Równanie całkowe jednorodne Fredholma
Niech {\displaystyle X=L^{2}(a,b)} będzie przestrzenią funkcji całkowalnych z kwadratem w sensie Lebesgue’a na przedziale {\displaystyle (a,b)} oraz niech {\displaystyle K(s,t)} będzie funkcją całkowalną z kwadratem w zbiorze
{\displaystyle Q=(a,b)\times (a,b).}
Można wykazać, że odwzorowanie {\displaystyle \mathrm {T} \colon X\to X,} dane wzorem
{\displaystyle (Tx)(s)=\int \limits _{a}^{b}K(s,t)x(t)dt,}
jest operatorem liniowym i ciągłym, przy czym, gdy {\displaystyle K(s,t)={\overline {K(t,s)}},} to {\displaystyle \mathrm {T} } jest operatorem samosprzężonym, a zatem ma wyłącznie rzeczywiste wartości własne.